# China COSCO Shipping Corporation
Die China COSCO Shipping Corporation, auch China COSCO Shipping Group, COSCO Shipping oder COSCOCS, umgangssprachlich meist Cosco genannt, ist ein 2016 in China gegründetes staatliches Schifffahrtsunternehmen. Es entstand am 18. Februar 2016 als Zusammenschluss der beiden staatlichen Reedereikonzerne China Ocean Shipping (Group) Company (COSCO) und China Shipping Group (China Shipping). Das Unternehmen bereedert – gemessen an der Tragfähigkeit – die größte Flotte weltweit und liegt im Segment Containertransport mit den beiden zusammengeführten Linienreedereien COSCO Container Lines (COSCON) und der China Shipping Container Lines (CSCL) an der vierten Stelle (1,58 Mio. TEU).

## Aufbau, Struktur, Geschäftsfelder
Neben dem eigentlichen Schiffsbetrieb als wichtigstem Geschäftsbereich arbeitet COSCOCS unter anderem auf den Gebieten Schiffsfinanzierung, Bereederung, Bemannung, Ersatzteilverwaltung, Bunkerdienste, Schiffs- und Schiffsmaschinenbau, Industrielogistik. Weltweit werden eine Reihe von Containerterminals betrieben.
Das Unternehmen machte dem ersten nach der Fusion veröffentlichten Geschäftsbericht zufolge im Halbjahr bis zum Juni 2016 einen Verlust von umgerechnet 1,1 Milliarden US-Dollar.
Im November 2016 wurde die „Ocean Alliance“ mit Orient Overseas Container Line (OOCL), CMA CGM und Evergreen Marine gegründet.

## Video – TV-Doku
- China greift nach Europa: Ein Hafen nach dem anderen 44:07 Minuten, WDR-Doku 27. Oktober 2022

## Audio – Radio-Feature
- Wie China durch Terminal-Beteiligungen in Europa profitiert Ausverkauf der Häfen, 43:40 Minuten, von Egon Koch, Deutschlandradio Feature 12. April 2022, Audio-Version (MP3; 40 MB), PDF-Version (PDF; 455 kB), Textversion (TXT; 52 kB) zum Herunterladen.
- Mega-Hafen Chancay eröffnet – Wie China seine Macht in Südamerika ausbaut, 3.48 Minuten Audio-Version, von Anne Herrberg, Deutschlandfunk, 15. November 2024,